# کشکک (زاوه)
کشکک یا کوشکک روستایی در دهستان ساق بخش سلیمان شهرستان زاوه استان خراسان رضوی ایران است. بر پایه سرشماری عمومی نفوس و مسکن در سال ۱۳۹۰ جمعیت این روستا ۱٬۵۶۹ نفر (در ۴۰۰ خانوار) بوده است.